# Василько Романович
Васи́лько Рома́нович (1203—1269) — князь белзький (1208—1211), берестейський (1208—1210,1219—1228), перемильський (1209—1219), пересопницький (1225—1229), луцький (1229—1238) і володимирський (1238—1269), молодший син галицько-волинського князя Романа Великого від його другої дружини Анни-Єфросинії, брат і найближчий соратник Данила Галицького. У листі Папи Римського до Данила Романовича від 26 серпня 1247 року названий «королем Володимира».

## Біографія

### Молоді роки
Народився близько 1203 року в Галичі. Повстання бояр проти князівської влади, що спалахнуло відразу після смерті Романа Мстиславича у червні 1205 року під Завихостом, який рішуче придушував феодальну боярську опозицію, спричинило розпад Галицько-Волинського князівства. Вторгнення київського князя Рюрика Ростиславича, закликання боярами на князювання чернігівських князів Ігоревичів — Володимира, Романа і Святослава, змусили княгиню Анну з синами втекти до Володимира, а далі до Кракова, де Василько залишився з матір'ю під протекцією малопольского князя Лешка І Білого, а Данила відіслали в Угорщину до двору короля Андрія ІІ.

### Боротьба за батьківську спадщину
У 1207 році Василько був обраний князем у Бересті; в тому ж році при підтримці Лешка отримав від Олександра Всеволодовича Белзьке князівство, поступившись останньому містами Угровеськ, Верещин, Столп'є і Комов, проте невдовзі Василько втратив Белз через вороже ставлення до нього місцевого боярства. Разом з братом княжив на Волині — в Тихомлі й Перемилі, звідки Романовичі почали збирати свою отчину. З 1215 року завдяки зусиллям Лешка, Данило й Василько почали спільно правити у Володимирі.
1227 року Данило з Васильком здійснили похід на Луцьк проти князя Ярослава Інгваровича, який захопив місто всупереч заповіту попереднього князя, Мстислава Німого. Похід закінчився успішно а Ярослав Інгварович був взятий князями в полон. Після походу Василько Романович розширив свої володіння, отримавши від брата Луцьк і Пересопницьке князівство.
26 березня 1228 року Романовичі провели успішний похід на Чорторийськ, в якому князювали ворожі Данилу пінські князі. Похід закінчився взяттям міста і полоном пінських князів. 1228 року під час облоги Кам'янця армією київсько-пинської коаліції Данило і Василько разом із їх союзником князем Олександром Белзьким зробили стрімкий масований похід на Київ, який змусив київського та чернігівського князів зняти облогу і піти на примирення з Романовичами.
1229 року Данило й Василько допомагали Конраду I Мазовецькому в міжусобній війні у Великопольщі, взяли участь в поході на Польщу, облозі Каліша.
У 1230-ті роки Романовичі ліквідували останнє на Волині удільне Белзьке князівство і таким чином об'єднали у своїх руках всю Волинь.
1231 року в битві під Шумськом саме дії Василька Романовича та очоленого ним піхотного полку забезпечили об'єднаному війську Данила і Василька над угорським військом королевича Ендре.
Наступні вісім років (1231—1238) вони вели війну за свою другу «вотчину», Галичину, проти угорців та чернігівського князя Михайла Всеволдовича. Після повернення Галича, у 1238 році, Данило передав Володимирський уділ Васильку, а собі залишив Холмську, Белзьку та Луцьку землі.

### Після монгольської навали
На чолі волинського полку взяв участь в 1245 році у Ярославській битві, в якій було розгромлено загони угорського та польського королів. В 1248 році, згідно літопису, Василько Романович відбив грабіжницький набіг ятвягів, наздогнавши та розгромивши їх під Дрогочином. Було знищено 40 ятвязьких «князів».
Темник Бурундай у 1259—1260 роках напав на Волинь, примусив волинського князя Василька Романовича взяти участь у походах на Литву (1258), Польщу (1259). 1261 року в Шумську володимирський князь Василько Романович провів переговори з темником Бурундаєм. Бурундай зажадав знищення кількох городів, але визнав незалежний, хоч і союзний статус галицько-волинських земель.
Після смерті Данила (1264) Василько формально називався великим князем, але фактично княжив лише у Володимирі і володів лише частиною Волинської землі поряд з Даниловими синами Левом і Мстиславом. Василько зосередився на справах свого невеликого князівства, уникав війн з сусідами, миром вирішуючи конфлікти з Польщею, Литвою і ятвягами.

## Сім'я
- Батько: Роман (бл. 1152—1205), князь новгородський (1168—1170), володимирський (1170—1187, 1188—1205), галицький (1187—1188, 1199—1205), великий князь київський (1204)
- Брати і сестри:
  - Федора (?—після 1200) ∞ Василько, галицький княжич-бастрад
  - Олена (?—після 1241) ∞ Михайло, князь чернігівський
  - Данило (1202—1264), князь галицький (1205—1206, 1211—1212, 1230—1232, 1233—1234, 1238—1264), володимирський (1205—1208, 1215—1238), київський (1239—1240), галицько-волинський (1238—1264), король Русі (1253—1264)
  - Саломея (бл. 1204/1205—1235) ∞ Святополк II, східнопомеранський князь
- 1-а дружина (з 1229): Добрава, донька володимиро-суздальського князя Юрія.
- 2-а дружина (з 1248): Олена, донька Лешка Білого.
- Діти:
  - Володимир (?—1288), князь володимирський (1269—1288)
  - Ольга (після 1247—після 1288) ∞ Андрій, чернігівський князь

## Вшанування пам'яті
- Вулиця Князя Василька є у місті Володимирі
- Образ Василька Романовича у кінофільмі «Данило князь Галицький» втілив актор Іван Гаврилюк